# S-500 (ミサイル)

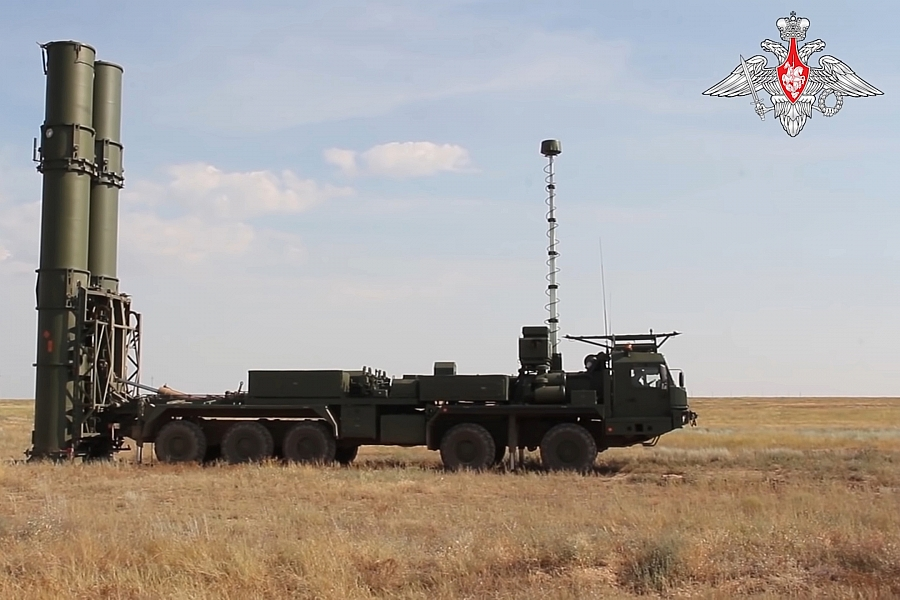
S-500のTEL車両

S-500 「プロメテーイ」 （ ロシア語: C-500 Прометей ）、別名55R6M "Triumfator-M" は、ロシア連邦の地対空ミサイルシステムである。
現在配備中のA-135弾道弾迎撃ミサイルシステムを置き換え、S-400を補完することを目的としている。 
S-500は、防空・戦術ミサイル会社アルマース＝アンテーイ（「アルマース」はロシア語でダイヤモンドの意味で、「アルマズ」「アルマーズ」と表記揺れあり）によって開発中である。当初は2014年までに配備予定だったが、現在は2020年に配備予定である。米国のTHAADミサイルと多くの類似点を持っている。 
なお、「プロメテーイ」とはギリシア神話の神「プロメーテウス」のこと。

## 歴史
ソビエト連邦時代の1960年代におけるS-500U計画と同一名称を使用しているが、S-500との関係は不明である。S-500Uマルチチャネル対空ミサイルシステムは、1968年にソ連防空軍、ソ連海軍、無線産業省および造船産業省によって計画された陸海空統合地対空ミサイルであった。S-500U対空システムは、最大射程100 km (62 mi)を予定していた。S-500U地対空ミサイル計画は短距離弾道ミサイルへの対応を求められたためソ連地上軍によって中止され、代替としてS-300ファミリー（SA-10およびSA-12）が開発された。 
2009年、S-500はAlmaz-Anteyで設計段階にあり、2012年に完成予定であった。2011年2月に、初期のS-500が2014年までに連続生産されることが発表された。S-500を生産する2つの工場は2013年までに建設され、最初の納入は2015年から2017年に予定されていた。元の計画によれば、国家軍備プログラム2020（GPV-2020）の下で、ロシア航空宇宙防衛軍（VKO）に10個のS-500大隊が配備される予定であった。 
S-500はS-400と併用することで、S-300を置き換える予定である。最初のユニットは、首都モスクワと国の中央部周辺に配備される予定である。海軍仕様は、2020年以降に就役するリデル級原子力駆逐艦に搭載予定である。
2019年6月30日にロステック のCEOであるセルゲイ・チェメゾフは、S-500の量産開始を宣言した。 

### 試験
2018年5月、ロシアはS-500で過去最長の地対空ミサイルの発射試験を実施した。 計画に精通する米国の諜報機関の匿名の情報源による報告では、S-500は300マイル（482 km）で目標に命中することができ、これは以前の記録よりも約50マイル距離が伸びている。 
2019年6月4日、ロシア国防省は、長距離地対空ミサイルによる新対弾道ミサイルシステムの試験でテストターゲットの迎撃に成功した映像を公開した。テストされていた防空システムについては言及を避けたが、S-500 プロメテーイ長距離地対空ミサイルシステムの試験だと推測される。

## 設計
S-500は、新世代の地対空ミサイルシステムである。大陸間弾道ミサイル、極超音速機および極超音速巡航ミサイルと、早期警戒管制機および電子戦機に対する迎撃と防空を目的として設計されている。 S-500は計画では対弾道ミサイル（ABM）で600キロメートル (370 mi)および防空の場合400キロメートル (250 mi)の射程を持ち、速度5 km/s（3.1 mi/s、18,000 km/h、11,000 mph）から7 km/s（4.3 mi/s、25,000 km/h、16,000 mph）で飛行する最大10個の弾道飛行極超音速目標を同時に検出して迎撃できる能力を有する。 
また、極超音速巡航ミサイルやその他の飛行目標をマッハ5超で破壊し、宇宙機を破壊することも目的としている。目標へ到達する高度は180–200キロメートル (110–120 mi) に達することがある。射程3,500 km（2,200 mi）、 レーダーの探知距離は半径3,000 km（EPR 0.1 ｍ＾2 の場合 1,300 km）は弾道ミサイルに対して効果的である。公表された迎撃目標は、無人航空機 、低軌道人工衛星、極超音速航空機、極超音速軌道プラットフォームから発射される宇宙兵器が含まれる。 
S-500は機動性が高く、迅速な展開が可能である。専門家は、S-500は中間段階と終末段階の敵大陸間弾道ミサイルを迎撃可能と予測している。しかし、Almaz-Anteyの報告によるとS-500計画の最終段階では、S-500システム外の標的補足システム（RLS:ヴォロネジ-DMレーダーおよびA-135弾道弾迎撃ミサイルシステムのドン-2Nレーダー）を使用することによって 大陸間弾道ミサイルの中間早期段階での迎撃も可能としている。S-500の応答時間はS-400の10秒未満と比較して4秒短い。 

### 構成要素
S-500は以下で構成される。 
- 77P6 BAZ-69096 10x10 シャーシの 移動発射機
- 55K6MA および 85Zh6-2 指揮統制ステーション を BAZ-69092-12 6x6 シャーシに搭載した指揮通信車輌
- 91N6A（M）目標捕捉及び戦闘管理レーダー 91N6（ビッグバード）の改修版 を BAZ-6403.01 8x8 シャーシで牽引するレーダー車輌
- 96L6-TsP 砲撃探知レーダー、96L6（チーズボード）の改良版 を BAZ-69096 10x10 シャーシに搭載したレーダー車輌
- 76T6 マルチモード射撃管制レーダー を BAZ-6909-022 8x8 シャーシに搭載したレーダー車輌
- 77T6 ABM射撃管制レーダー を BAZ-69096 10x10 シャーシに搭載したレーダー車輌

## 輸出
トルコは2017年10月に調印されたS-400に続き、 S-500ミサイルに関心を示している。 エルドアン大統領によると、トルコはS-500の導入を検討している。 